# جريس أمبرجيه
جُرَيس أمبرجيه (باللاتينية: Campanula embergeri) نوع نباتي ينتمي إلى جنس الجريس من الفصيلة الجريسية.

## الموئل والانتشار
موطنه المغرب العربي.

## مرادفات للاسم العلمي
- (باللاتينية: Campanula embergeri subsp. embergeri )
- (باللاتينية: Campanula filicaulis subsp. embergeri (Litard. & Maire) Dobignard)